# جنگل معتدله

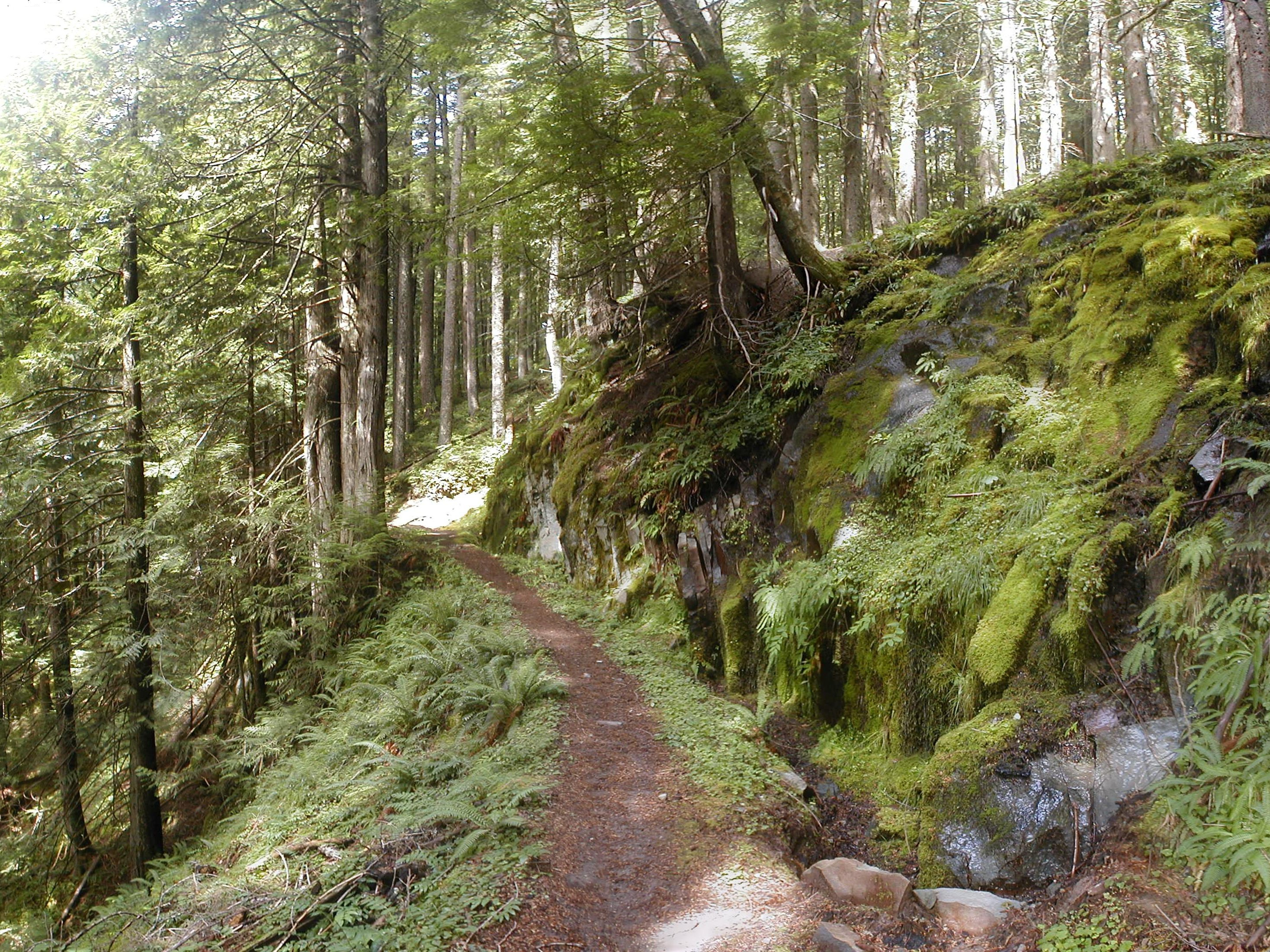
پوشش جنگل معتدله

جنگل معتدله (انگلیسی: Temperate forest) پوشش گیاهی و جنگلی است که میان پوشش جنگل باران‌خیز استوایی و تایگا قرار گرفته است. این پوشش گیاهی با ۲۵٪ پوشش کلی به عنوان دومین زیست‌بوم بزرگ زمین شناخته می‌شود. نخستین پوشش نیز متعلق به زیست‌بوم تایگا با ۳۳٪ پوشش گیاهی است. جنگل‌های معتدله در هر دو نیمکره زمین و در عرض‌های جغرافیایی میان ۲۵ تا ۵۰ درجه قرار دارند.